# Acrolophus bugabae
Acrolophus bugabae är en fjärilsart som beskrevs av Walsingham 1914. Acrolophus bugabae ingår i släktet Acrolophus och familjen Acrolophidae. Inga underarter finns listade i Catalogue of Life.